# 馬吉安主義
馬吉安主義（英語：Marcionism）是由馬吉安於144年所發展的神學思想，將二元論放在基督教的信仰中，是當時甚受歡迎的一種思想。他認為《希伯來聖經》（又稱《舊約》）內所記載的上帝與耶穌基督的父的論述，有所不同，且《希伯來聖經》內本身充斥著矛盾。馬吉安指《希伯來聖經》中的上帝是「創造的上帝」，講求天譴，是充滿憤怒且暴力的神；基督之聖父則是溫柔敦厚的神。他摒棄了《希伯來聖經》，且只集合了數卷使徒保羅及路加的著作成為正典。
由於馬吉安主義沒有任何著作留下來，包括相信是記載馬吉安思想的《對比論》（Antitheses），他的主張及思想只有從反對他的人的著作中重新構築出來。這些作者包括反對馬吉安主義最厲害的特土良（著有五卷《反馬吉安》）、愛任鈕（著有《反異端》）等。在325年的第一次尼西亞公會議，馬吉安主義被判為異端，而《聖經》的正典亦同時被確立。

## 發展歷史
馬吉安主義的開展要追索至約在144年，馬吉安被羅馬教廷處以破門律開始。馬吉安原是黑海一帶的商人，是一位富有基督徒，父親還是羅馬教會本都省锡诺普的主教。馬吉安約在140年到達羅馬，其後發生巴爾科赫巴起義。這次的暴亂與其他猶太羅馬戰爭（即猶太起義等），提供了馬吉安主義發展的歷史台階。
馬吉安利用羅馬教廷向他歸還的捐款開展自己的教會，與羅馬教廷展開對抗。馬吉安主義接著在西方發展接近300年，後數個世紀發展至東方，尤其是在拜占庭帝國以外充斥摩尼教的地區。湊巧地，現今相信摩尼是一個曼達安教擁戴者，而曼達安教與馬吉安主義在某些程度上有關。舉例說，曼達安教及馬吉安主義均相信巨匠造物主（德謬哥）。
馬吉安主義在325年舉行的第一次尼西亞公會議內，被判為異端。在《聖經》正典被確立的同時，於5世紀後消聲匿跡。

## 思想要點
馬吉安主張基督教與猶太教非但是不同的宗教，還屬於敵對，基於基督的教導與猶太教的互不協調，與及《希伯來聖經》的自我矛盾等，馬吉安摒棄《希伯來聖經》，並指當中的上帝耶和華，雖然創造了這個世界，但卻是邪惡的源頭，所以不是完美的，而是一個低階的巨匠造物主。馬吉安主義受到當時希臘文化、羅馬文化的影響，並從柏拉圖主義的觀點批判《希伯來聖經》。馬吉安主張《希伯來聖經》的耶和華是矛盾、嫉妒、憤怒，還會實行種族滅絕的，而由祂所創造的物質世界，是一個充滿患難的世界。創造這樣的世界的神，必然是一個笨拙或惡毒的巨匠造物主。
管理自然及人類的法則對馬吉安而言，就與這個造物主因嚴厲的執行正義而易怒、好鬥以及殘酷的的特質相似，且必然是從祂而來，祂所以是世界的創造者及主宰。然而這套管理世界的法則是如此的不靈活，甚至充滿矛盾及暴虐，這正與《希伯來聖經》表現的上帝一致。基督並非猶太人的彌賽亞，反倒是由獨一個體所派來的靈體，將存在的真理彰顯，使人性從巨匠造物主的陷阱中解放。很明顯的，馬吉安主義的基督論是根據幻影說：否認基督的人性。
馬吉安在使徒中獨推崇保羅及與保羅關係密切的路加，認為其他的使徒均被受猶太教的薰陶，唯獨保羅從基督處獲得救贖的真意。使徒們的著作當中，他只認同保羅及路加的作品。任何其他的著作及與《希伯來聖經》有關聯的傳統，他都認定是與真理相違背，而真理的重點就是由保羅所提倡律法與福音、憤怒與恩典、行為與信心、肉體與靈魂、罪與義、死亡及生命的爭議。他從而將這些爭議歸咎於《希伯來聖經》中公義及憤怒的上帝，世界的創造者，福音的次等神，為滿有愛心及憐憫的基督所不認識的。
馬吉安修改了《路加福音》，刪去了所有有關基督降生的預言，加上保羅書信（但不包括教牧書信及《希伯來書》）及偽經的《老底嘉書》，成為《對比論》。這本《對比論》雖不被接納為《聖經》正典，但卻是最早編輯成書的《新約聖經》。
馬吉安主義雖然與諾斯底主義並不盡相同，但卻與它的某些信念有著關係。但諾斯底主義是基於他們認為他們所擁有的靈智，而馬吉安主義則是著重《保羅書信》及耶穌講道內容—亦即福音的內容。早期基督教神學家對於是否將馬吉安納入為諾斯底主義的一派而產生分歧。如阿道夫·馮·哈納克就拒絕這種說法，他認為馬吉安本身拒絕說明創造的傳說，亦沒有聲稱擁有任何特別天啟或秘密知識；但米德卻認為馬吉安的二元論等思想與諾斯底主義不謀而合，應屬於諾斯底主義中的一派。

## 對主義的批判
根據俄利根註釋《馬太福音》的著作的備註中，馬吉安禁止使用寓意釋經法來解釋經典。特土良就曾在其著作中質疑馬吉安的做法，並聯同伊皮法紐指控馬吉安將《馬太福音》、《馬可福音》及《約翰福音》摒棄及只使用《路加福音》。特土良推論馬吉安這種做法是要回復耶穌的教導，並與愛任紐批評馬吉安主義對「救贖」的解釋並不完全。
希坡律陀指馬吉安是相信幻影說：即基督以人的形象出現，本質卻不是人，且沒有真正在十字架上死去。
因為馬吉安拒絕《希伯來聖經》，一些基督徒相信馬吉安是反猶主義者。事實上，現今「馬吉安主義」一詞，常會指一些反猶主義的教會。另一方面，馬吉安並不稱基督徒為取代論的「新以色列」，亦從未曾引用《希伯來聖經》來支持自己的觀點。但是，馬吉安從未曾顯示他是一個反猶太主義者，他只是反對猶太人的經典而已。
在一些《聖經》的古拉丁抄本中，保羅書信的序言（並非內文，只有數行簡介的文字）相信是由馬吉安或是他的門人所寫的。據稱，在最先有序言的富爾達抄本及其他其後的抄本中，該序言是由馬吉安主義者所寫的。相反，其他早期的拉丁福音書抄本亦有反馬吉安主義的序言。
另外，相信馬吉安對其跟隨者施以嚴厲的道德要求，而當中有些曾在逼害中殉道，他更不接納那些曾在羅馬的逼害中放棄信仰的信徒。他的其他跟隨者，如亞皮利，則獨自創造另一些不同的教派。

## 現代的馬吉安主義
馬吉安的立場雖然被教會官方否定，但馬吉安的觀念依然以不同樣式潛伏在歷代的神學論述當中；有些教會甚至「惡意忽視」耶穌支持舊約聖經摩西律法的相關經文，因為這些教會在信仰實踐上所採取的其實是馬吉安主義。以近代的時代主義論述為例，馬吉安異端的精神透過「時代切割」之觀念被保存下來。大部分時代主義的論述認為舊約摩西律法只對「基督之前的時代」（律法時代）有適切性，於「基督之後的現代」（恩典時代）不再適用；他們認為舊約律法要到基督在地上掌權的「千禧年時期」才會再度成為標準。有學者認為時代論在神學上大有問題，因為許多時代主義者認為「律法」和「恩典」二者之間存在對立性，而且否定舊約律法的精神原則在現代教會之持續適用性，幾乎等同於在信仰的實踐上採納馬吉安主義之異端神學思想。